# Eutettix apicalis
Eutettix apicalis är en insektsart som beskrevs av Hepner 1942. Eutettix apicalis ingår i släktet Eutettix och familjen dvärgstritar. Inga underarter finns listade i Catalogue of Life.